# Danilo Zavrtanik
Danilo Zavrtanik, slovenski fizik in pedagog, * 15. avgust 1953, Nova Gorica.
Zavrtanik je leta 1979 diplomiral na Fakulteti za naravoslovje in tehnologijo Univerze v Ljubljani, kjer je leta 1984 tudi magistriral in leta 1987 doktoriral z disertacijo »Angular distribution analysis of the reaction π-p -> π-π+n.« Od leta 2006 je redni profesor za področje fizike na Univerzi v Novi Gorici in vodja Laboratorija za astrofiziko osnovnih delcev.
Do leta 1995 je bil raziskovalno aktiven na področjih eksperimentalne fizike osnovnih delcev v okviru mednarodnih kolaboracij CPLEAR (CERN) in Delphi (CERN), kjer se je ukvarjal z razvojem detektorskih sklopov za meritve v jedrski fiziki in fiziki osnovnih delcev, meritvami sipanja pionov, študijem kršitve simetrij CP, T and CPT pri razpadih nevtralnih kaonov K0 ter študijem razpadov težkih kvarkov, umeritvenih bozonov W in Higgsovega bozona. Od leta 1995 deluje na področju astrofizike osnovnih delcev v okviru mednarodnega Observatorija Pierre Auger, kjer se ukvarja s študijem kozmičnih žarkov ekstremnih energij. Je avtor in soavtor več kot 350 mednarodnih znanstvenih člankov in več kot 150 prispevkov na mednarodnih znanstvenih srečanjih. Kot pedagog je bil nosilec več predmetov na fakultetah za naravoslovje in tehnologijo, matematiko in fiziko ter farmacijo Univerze v Ljubljani, trenutno pa uči na Univerzi v Novi Gorici. Bil je mentor večjega števila diplomantov, magistrantov in doktorandov na Univerzi v Ljubljani in Univerzi v Novi Gorici.
Od leta 1992 do 1996 je bil direktor Instituta Jožef Stefan v Ljubljani, od 1998 do 2006 predsednik Politehnike Nova Gorica ter od 2006 do 2010 predsednik Univerze v Novi Gorici, od leta 2010 do 2022 pa njen rektor.  5. maja 2022 je svojemu prvemu rektorju ta Univerza podelila naziv častni rektor – rector ad honorem – za izjemne zasluge za ustanovitev, razvoj in delovanje Univerze v Novi Gorici, in ker je kot rektor s svojim delom na tej funkciji pomembno prispeval k razvoju znanstvene, umetniške in pedagoške dejavnosti na univerzi
Za svoje raziskovalno in pedagoško delo je bil večkrat odlikovan, in sicer je bil leta 1997 imenovan za Ambasadorja Republike Slovenije v znanosti, leta 2004 je prejel Zoisovo nagrado za vrhunske dosežke, leta 2005 pa nagradi Mestne občine Nova Gorica in red za zasluge Republike Slovenije. Prejel je tudi Blinčevo nagrado za življenjsko delo na področju fizike (2020) in 2023 še Zoisovo nagrado za življenjsko delo.